# Třída Nimitz
Třída Nimitz je třída letadlových lodí Námořnictva Spojených států s jaderným pohonem, která v současnosti tvoří jádro amerického námořnictva. Jsou to největší válečné lodě, jaké byly doposud postaveny; výtlak novějších jednotek dosáhl až 102 000 t. V letech 1968–2009 bylo postaveno 10 jednotek této třídy. Do operační služby vstoupila jako první roku 1975 loď USS Nimitz a jako poslední roku 2009 loď USS George H. W. Bush. Plánovaná životnost každé z lodí je 50 let. Jednotlivé lodě mají bohaté zkušenosti z nasazení v řadě konfliktů. V roce 2009 začala stavba letadlových lodí třídy Gerald R. Ford, jež mají třídu Nimitz postupně nahradit.

## Stavba
Všech 10 jednotek této třídy postavila loděnice Newport News Shipbuilding (dnešní Northrop Grumman Ship Systems) v Newport News ve státě Virginie. Stavba první lodi začala v roce 1968 a v roce 2009 byla dokončena poslední loď. Cena stavby každé z lodí je přibližně 4,5 miliardy amerických dolarů (v cenové hladině k roku 2010). Provozní náklady za celou službu jsou několikanásobně vyšší.

## Seznam jednotek
Jednotky třídy Nimitz:
| Jméno                             | Založení kýlu      | Spuštěna           | Vstup do služby    | Stav    |
| --------------------------------- | ------------------ | ------------------ | ------------------ | ------- |
| USS Nimitz (CVN-68)               | 22. června 1968    | 13. května 1972    | 3. května 1975     | aktivní |
| USS Dwight D. Eisenhower (CVN-69) | 15. srpna 1970     | 11. října 1975     | 18. října 1977     | aktivní |
| USS Carl Vinson (CVN-70)          | 11. října 1975     | 15. března 1980    | 13. března 1982    | aktivní |
| USS Theodore Roosevelt (CVN-71)   | 31. října 1981     | 27. října 1984     | 25. října 1986     | aktivní |
| USS Abraham Lincoln (CVN-72)      | 3. listopadu 1984  | 13. února 1988     | 11. listopadu 1989 | aktivní |
| USS George Washington (CVN-73)    | 25. srpna 1986     | 21. července 1990  | 4. července 1992   | aktivní |
| USS John C. Stennis (CVN-74)      | 13. března 1991    | 13. listopadu 1993 | 9. prosince 1995   | aktivní |
| USS Harry S. Truman (CVN-75)      | 29. listopadu 1993 | 7. září 1996       | 25. července 1998  | aktivní |
| USS Ronald Reagan (CVN-76)        | 12. února 1998     | 10. března 2001    | 12. července 2003  | aktivní |
| USS George H. W. Bush (CVN-77)    | 6. září 2003       | 9. října 2006      | 10. ledna 2009     | aktivní |

## Konstrukce

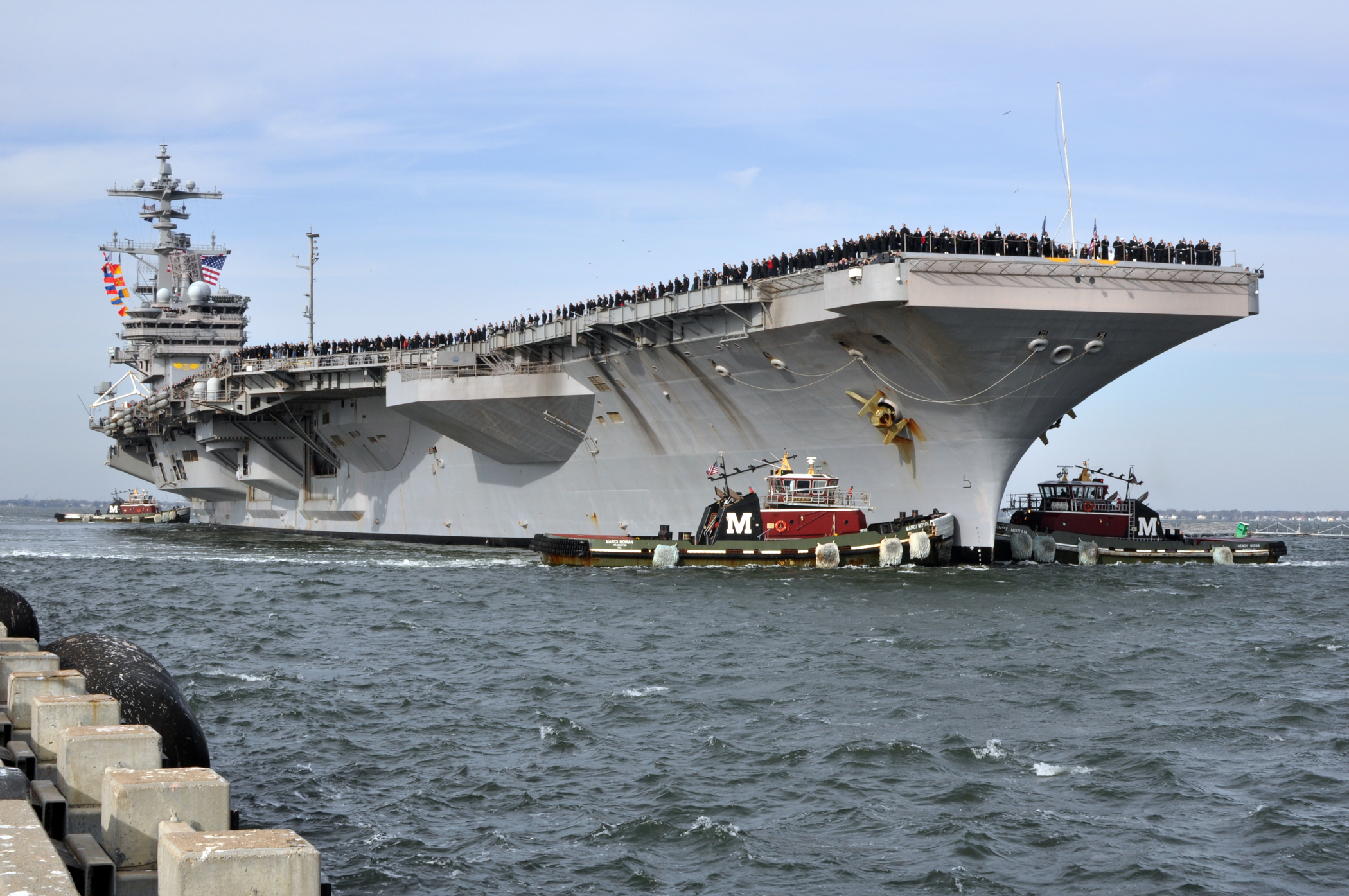
USS George H. W. Bush

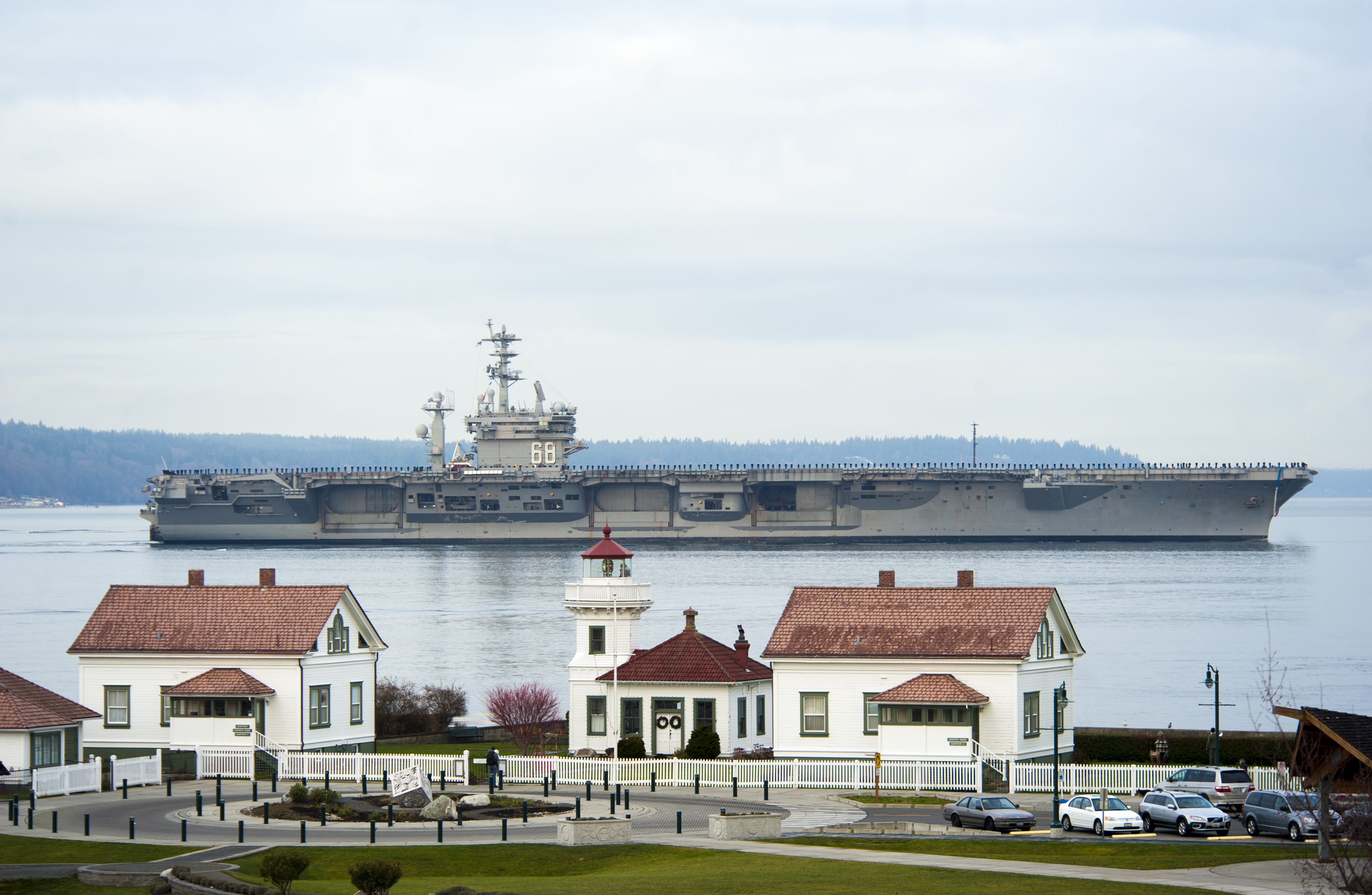
USS Nimitz připlouvá na základnu

Řešení letové paluby, výtahů či velitelského ostrova navazuje na třídu Kitty Hawk. Rovněž obdobné je rozložení čtyř výtahů a parních katapultů typu C-13. Z jednoho katapultu může startovat nový stroj každých 20 sekund. Důležité části lodi chrání pancéřování z kevlaru. Z celkových 5 680 členů posádky je 3 200 důstojníků a námořníků a 2 480 členů leteckého personálu.
Obrannou výzbroj tvoří různé kombinace obranných systémů, obvykle dva až tři osminásobné raketomety Mk 29 pro protiletadlové řízené střely Sea Sparrow a tři až čtyři 20mm hlavňové systémy blízké obrany Phalanx. Nejnověji mohou být instalovány i systémy RIM-162 ESSM a RIM-116 RAM (nese je například George H. W. Bush). Chrání je též řada systémů elektronického boje.
Na palubě lodi může být až 90 letounů a vrtulníků různých typů. Složení leteckého parku se liší podle konkrétních úkolů. Obvykle nesou dvacet čtyři útočných letounů F/A-18F Super Hornet, deset víceúčelových stíhacích letounů F/A-18C Hornet, čtyři letouny pro elektronický boj EA-6B Prowler, čtyři letouny včasné výstrahy E-2C Hawkeye, dva transportní letouny C-2 Greyhound a osm vrtulníků SH-60 Seahawk (4× SH-60F, 2× HH-60H a 2× SH-60B).
Pohonný systém tvoří dva jaderné reaktory typu Westinghouse PWR A4W a čtyři turbíny. Lodní šrouby jsou čtyři. Rychlost přesahuje 30 uzlů.

## Operační nasazení
Třída Nimitz byla nasazena v řadě konfliktů po celém světě. Například Nimitz, Dwight D. Eisenhower, Carl Vinson, Theodore Roosevelt a Abraham Lincoln byly nasazeny v letech 1990-1991 ve válce v Zálivu. Nasazeny jsou též při operaci Southern Watch, válce v Iráku či v operaci Trvalá svoboda.